# Шабаров, Иван Васильевич
Иван Васильевич Шабаров (26 сентября 1901, Русские Краи, Вятская губерния — 12 сентября 1955) — генерал-майор Советской Армии, участник Гражданской и Великой Отечественной войн.

## Биография
Иван Васильевич Шабаров родился  года в селе (ныне — Кикнурский район Кировской области). Окончил четыре класса начального училища. 1 августа 1919 года был призван на службу в Рабоче-Крестьянскую Красную Армию по комсомольской мобилизации. Участвовал в боях Гражданской войны, сначала разведчиком в 20-й команде лыжных разведчиков, затем телеграфистом в 51-м лёгком артиллерийском дивизионе 51-й стрелковой дивизии. В 1920 году окончил 1-е Симбирские артиллерийские курсы командного состава. После окончания войны продолжал службу в Красной Армии. Служил на командных и штабных должностях в различных артиллерийских частях. В 1929 году окончил артиллерийские курсы усовершенствования командного состава, в 1935 году — Военную академию механизации и моторизации имени И. В. Сталина. С октября 1938 года — на преподавательской работе, был доцентом, преподавателем на кафедре тактики Военной академии механизации и моторизации.

Могила Шабарова на Военном кладбище Симферополя.

В апреле 1942 года Шабаров был направлен на фронт Великой Отечественной войны. Был заместителем командира 19-й танковой бригады, затем исполняющим обязанности командира 87-й танковой бригады. В ноябре 1942 года назначен начальником штаба 6-го механизированного корпуса, двумя месяцами позже преобразованного в 5-й гвардейский. В трудных условиях сумел обеспечить управление подчинёнными частями, доведение до них всех отдаваемых боевых приказов. Участвовал в Сталинградской и Курской битвах, многократно выезжая в боевые части и непосредственно руководя операциями. С января 1944 года вновь преподавал на кафедре тактики Военной академии механизации и моторизации имени И. В. Сталина.
После окончания войны продолжал службу в Советской Армии. С июля 1945 года командовал бронетанковыми и механизированными войсками 7-й гвардейской армии. В 1948 году окончил Высшие академические курсы при Высшей военной академии имени К. Е. Ворошилова, после чего был начальником штаба 7-й отдельной кадровой танковой дивизии, начальником штаба 7-й механизированной армии. В октябре 1949 года назначен командующим бронетанковыми и механизированными войсками Приволжского военного округа. В июне 1953 года был уволен в запас. Проживал в городе Куйбышеве (ныне — Самара). Умер 12 сентября 1955 года, похоронен на Военном кладбище в городе Симферополе.

## Награды
- Орден Ленина (21 февраля 1945 года);
- 4 ордена Красного Знамени (22 февраля 1943 года, 27 сентября 1943 года, 3 ноября 1944 года, 15 ноября 1950 года);
- Орден Кутузова 2-й степени (22 февраля 1944 года);
- Орден Богдана Хмельницкого 2-й степени (31 мая 1945) — за умелое и мужественное руководство боевыми операциями и за достигнутые в результате этих операций успехи в боях с немецко-фашистскими захватчиками[1]
- Медали «За оборону Москвы», «За оборону Сталинграда», «За взятие Берлина», «За освобождение Праги» и другие медали.